# 分析树
分析树（parse tree），也称具体语法树（concrete syntax tree），是一个反映某种形式语言字符串的语法关系的有根有序树。分析树一般按照两种相反的法则生成，一种是依存语法,一种是短语结构语法。分析树和抽象語法樹是不同的。